# Choristostigma laetalis
Choristostigma laetalis là một loài bướm đêm trong họ Crambidae.